# ایپی شینوزوکا
ایپی شینوزوکا (روسی: Иппэй Синодзука؛ زادهٔ ۲۰ مارس ۱۹۹۵) بازیکن فوتبال اهل روسیه است.
از باشگاه‌هایی که در آن بازی کرده‌است می‌توان به باشگاه فوتبال اسپارتاک مسکو و باشگاه فوتبال یوکوهاما مارینوس اشاره کرد.